# Castello del Roccolo
Il castello del Roccolo sorge nel parco omonimo, sulle colline alle spalle del centro abitato di Busca, in Piemonte. Venne edificato a partire dal 1831, per volere della famiglia d'Azeglio.

## Storia
Il nome del castello deriva dai “roccoli”, uno strumento a rete utilizzato per la cattura di uccelli.
Venne edificato a partire dal 1831, per volere del marchese Roberto Taparelli d’Azeglio – fratello del celebre Massimo d’Azeglio – e della consorte Costanza Alfieri di Sostegno. Questi lo utilizzarono dal 1831 al 1862 come luogo di villeggiatura estiva ed autunnale.
Oltre alla nobiltà sabauda, fecero visita al castello anche figure di spicco come Silvio Pellico, Cavour, il re Umberto I, la regina Margherita e i primi ministri inglesi Lord Palmerston e Lord Gladston.

## Stile
Nel territorio marchesato di Saluzzo, il castello del Roccolo, costituisce un'espressione di “revival neo-medievale”. Lo stile dell'edificio deriva dalla corte sabauda e dalla cultura anglosassone dei marchesi. Fra gli alberi emerge la torre decorata a merli ghibellini e la corte interna ornata in cotto da elementi di natura moresca.
La facciata principale è racchiusa tra due torri circolari e ricorda l'aspetto delle dimore neogotiche inglesi. Uno scalone a tenaglia conduce agli interni della dimora dove dominano decorazioni a trompe-l'œil e in stucco, vedute paesaggistiche e vetri colorati legati a piombo. La maggior parte degli arredi interni giungono dalla bottega dell’ebanista Gabriele Capello.
La cappella, situata a breve distanza dal castello, ospita alcuni degli stalli del coro del XVI secolo, acquisiti dalla marchesa dalla cappella marchionale di Revello, Margherita di Foix-Candale.

## Parco del Roccolo
Il parco del Roccolo, in cui sorge il castello, ha una dimensione di 50 ettari e al suo interno risiedono una moltitudine di varietà di piante, come il leccio, il liriodendro, il faggio rosso, l'osmanto e il lauroceraso, assieme ad alcune varietà di acero, tiglio, ippocastano e tasso. Il parco alle spalle del castello contiene un giardino romanico, mentre, nella parte antistante, una serie di terrazze definiscono un giardino dal profilo classico. Sono inoltre presenti un lago, un edificio vetrato adibito a serra – costruito tra il 1846 e il 1850 – e una serie di grotte, cascate, ponti, fontane, balaustre e nicchie.